# Charles Joseph Pinsard
Pour les articles homonymes, voir Pinsard.
Charles Joseph Pinsard est un archéologue et architecte français né à Amiens (Somme) le 21 mai 1819 et mort dans cette même ville le 29 juin 1911.
Il est l'un des pionniers de l'archéologie de sauvetage en France.

## Biographie

### Carrière aux Ponts et Chaussées
Charles Pinsard commence sa carrière dans les Ponts et Chaussées, où l'ingénieur Pierre-Dominique Bazaine (1809-1893) s'attache ses services en 1845 comme surveillant des travaux de construction de la ligne de chemin de fer d'Amiens à Boulogne. Il accède au grade de chef de bureau sur cette même ligne en 1846. 

### L'architecte

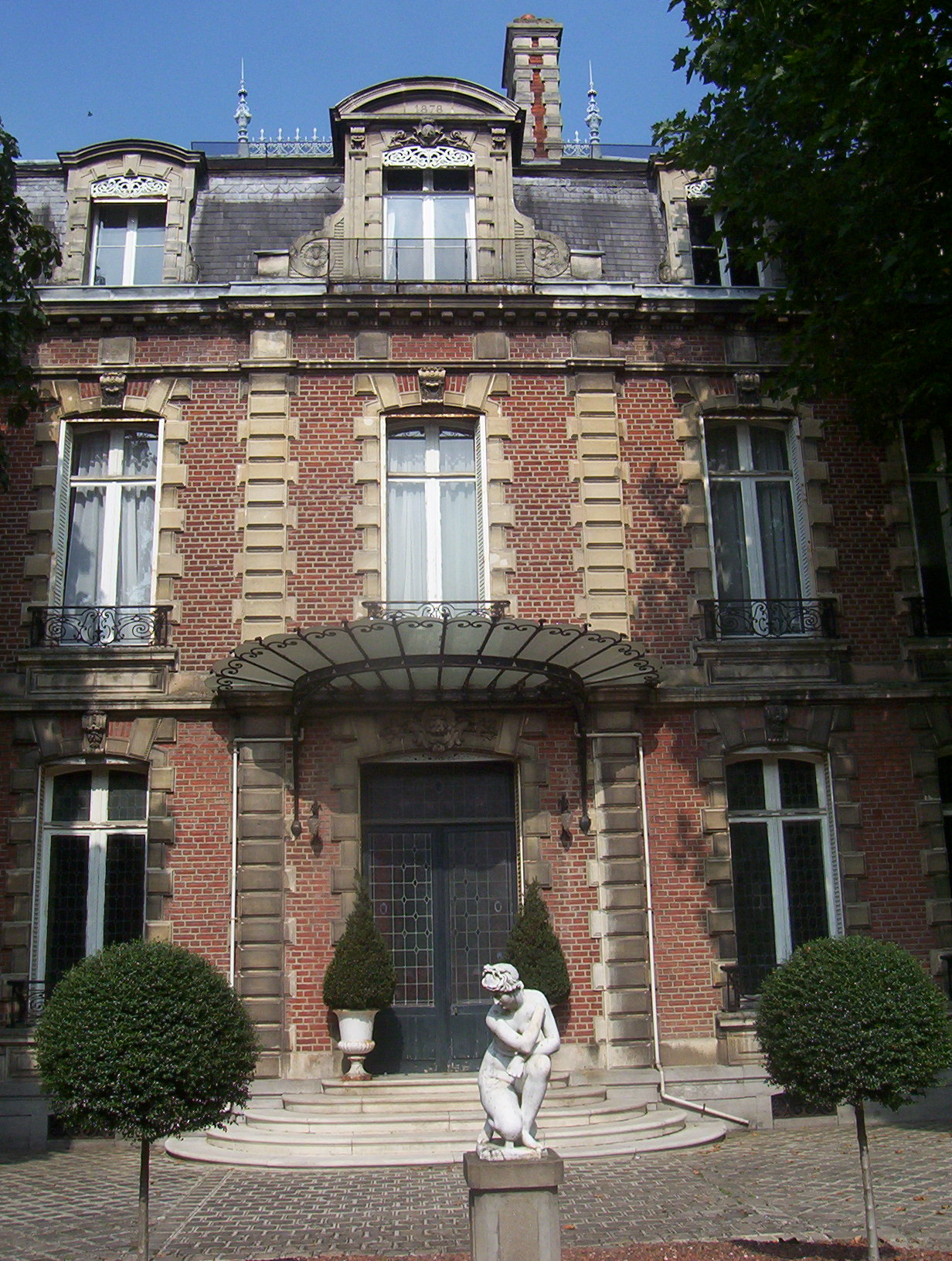
Hôtel Acloque

Pinsard quitte le corps des Ponts et Chaussées en 1848 et se forme auprès de François-Auguste Cheussey, architecte de la ville d'Amiens. Il fonde son cabinet et dirige de nombreuses réalisations, dont la restauration ou la construction de château, d'hôtels particuliers, de bâtiments industriels ou de bâtiments publics comme :
- le château de Baizieux pour la marquise de Lameth,
- le château de Bonneau à Suèvres (Loir-et-Cher)[5], pour Eugène Treignier (1853-1919), Président du Conseil Général du Loir-et-Cher, député et maire de Suèvres Eugène Treignier
- le château de Corbie[Note 1], pour le baron de Caix de Saint-Aymour,
- l'hôtel Cosserat à Amiens[6],
- l'hôtel Crignon (Hôtel Acloque) à Amiens,
- la succursale de la Banque de France à Amiens,
- l'usine Cosserat à Amiens,
- l'Hospice des Incurables à Amiens,
- une partie de l'Hôtel-Dieu à Amiens,
- l'hospice de Péronne et
- divers ensembles scolaires et municipaux.

Il reçoit en 1869 le titre de conseiller honoraire de la Société des architectes du département du Nord.
Charles Pinsard compte parmi ses employés Émile Ricquier, qui se forme en partie au métier d'architecte dans son cabinet.

### L'archéologue
Parallèlement à ses occupations professionnelles, Charles Pinsard développe une activité soutenue en rapport avec l'architecture, l'archéologie et la géologie.

#### Premiers travaux sur l'architecture et l'archéologie

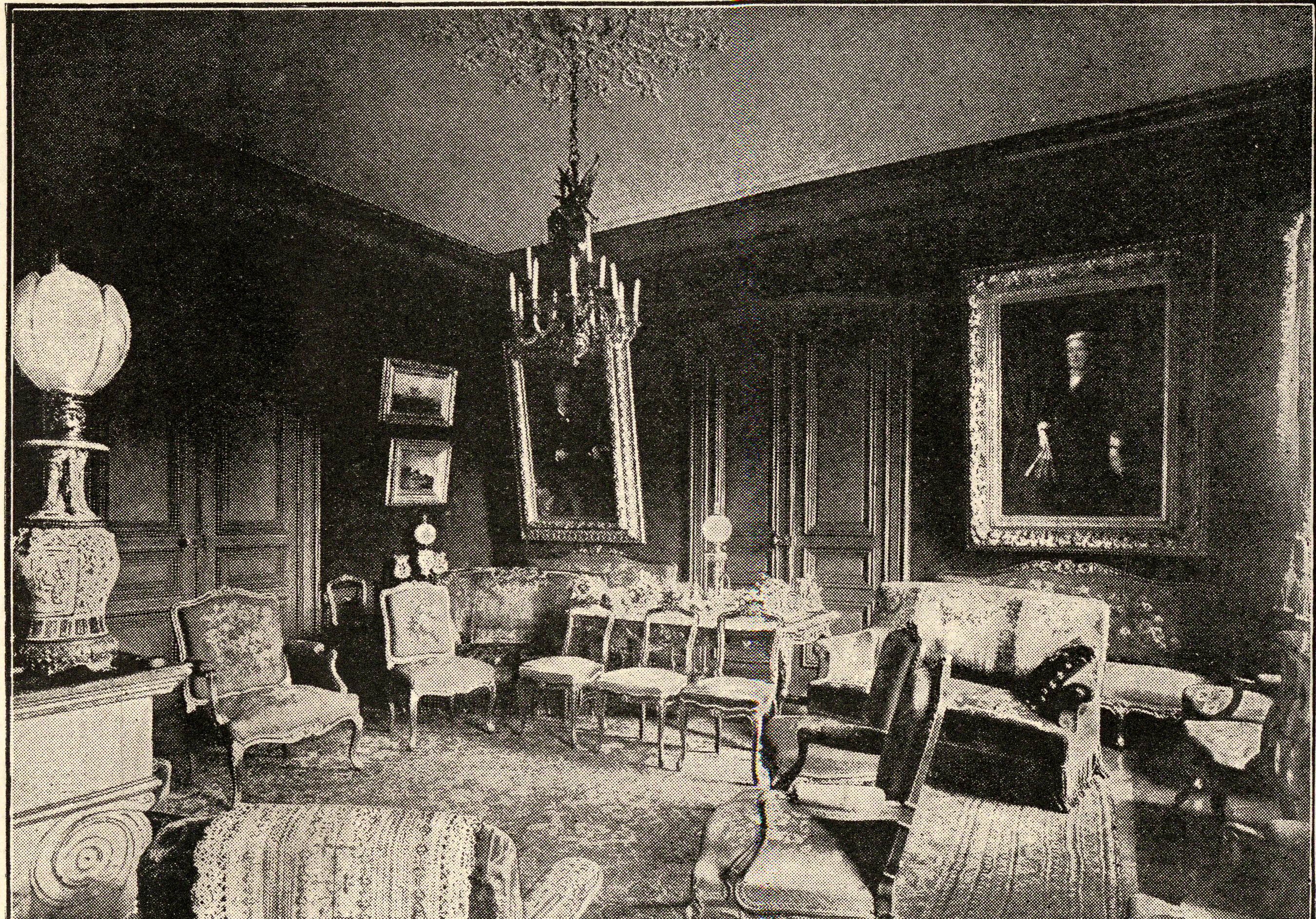
La maison de Jules Verne vers 1894, vue du grand salon in Charles Pinsard, Les rues d'Amiens (notes illustrées d'architecture et d'archéologie d'Amiens), manuscrit de 1332, bibliothèques d'Amiens Métropole.

Charles Pinsard  contribue par des relevés et dessins dans l'ouvrage dirigé par Antoine Goze, Églises, châteaux , beffrois et hôtels-de-ville les plus remarquables de la Picardie et de l'Artois, publié de 1841 à 1849.
Il se signale en 1842 à la Société des antiquaires de Picardie par un article sur les cryptes de l'église de Picquigny. 
Il effectue en octobre 1848 sa première opération d'importance, au cours de la rénovation de la chaussée de Noyon à Longueau. Le soubassement de la voie livre plusieurs dizaines d'inscriptions et bas-reliefs d'époque romaine, qu'il relève et préserve de la destruction.

#### Un apport modeste mais décisif à l'étude de la Préhistoire
Charles Pinsard présente à Joseph Prestwich les objets découverts dans les carrières de Saint-Acheul, après la visite des collections du musée d'Abbeville avec Jacques Boucher de Perthes au printemps 1859. Il convient avec ce dernier et Prestwich de les avertir de la découverte d'objets en place dans un niveau préhistorique, puis d'en prendre un cliché photographique. Le 27 avril 1859, Joseph Prestwich et John Evans peuvent alors extraire l'objet, une « hache de pierre », ou plutôt un biface. Le cliché est exposé devant la Society of Antiquaries of London et la Royal Society par Prestwich et Evans. Puis à la toute jeune Société d’Anthropologie de Paris, Georges Pouchet conte à la séance du 3 novembre 1859 comment les savants anglais veulent observer « une hache de pierre encore en place dans sa gangue primitive », un propos qu'il illustre par ladite photographie. Cette preuve photographique confirme aux yeux de la communauté scientifique les thèses de Boucher de Perthes et l'ancienneté de l'homme.

#### Apports à la connaissance d'Amiens à l'époque romaine
Du fait de son activité professionnelle, Pinsard possède un accès privilégié aux nombreux chantiers qui parsèment la ville d'Amiens et la Somme, à une époque de forte activité. Il réalise de nombreux sondages et fouilles, des relevés de coupes stratigraphiques, de plans, de planches de mobilier, des milliers d'observations, qu'il classe, enrichit de sources documentaires et met en forme dans plusieurs dizaines de dossiers manuscrits.
Ses interventions concernent entre autres à Amiens pour l'époque romaine, l'amphithéâtre et le forum attenant, divers habitats dont certains dotés de caves , d'un hypocauste, de mosaïques ou bâtis sur des poutres de bois, une rue bordée de portiques ou la voie de Saint-Quentin à Amiens, des tombes et sarcophages. 
On peut aussi mentionner pour le Haut Moyen Âge une épitaphe mérovingienne et pour le Moyen Âge, les enceintes, monuments et bâtiments détruits ou en élévation.
Son activité s'étend au département de la Somme. Il participe à diverses fouilles, entre autres à Eppeville, Albert ou Saleux  et signale des découvertes comme le polissoir de Béhencourt.
Charles Pinsard devient secrétaire de la section de géologie de la Société Linnéenne du Nord de la France à la suite de sa reconstitution en novembre 1865, membre résidant de la Société des Antiquaires de Picardie le 12 mars 1878, où il trouve le temps d'exposer ses travaux lors des séances, en illustre largement les publications et correspondant de la Société d'émulation d'Abbeville en novembre 1887.
Il cesse d'intervenir en séance en 1898, atteint de surdité, mais continue l'envoi de notes à la Société des antiquaires de Picardie  et fonde un prix récompensant les relevés d'architecture. Il lègue à la bibliothèque municipale d'Amiens et la Société des antiquaires de Picardie toute la documentation historique et archéologique qu'il a accumulée au cours de ses recherches.

#### Apports méthodologiques à l'archéologie[41]
Charles Pinsard aborde l'archéologie avec une rigueur que peu de ses contemporains ont approchée : présence sur les lieux de fouilles, étude de la stratigraphie, utilisation de la photographie, qualité des relevés de terrain et de mobilier, précision topographique et inventaire des découvertes. Il s'inquiète de la préservation et de l'exploitation des données archéologiques qu'il a accumulées, ce qui permet d'en tirer encore des informations pertinentes des décennies plus tard. Cette démarche préfigure l'avenir de la discipline archéologique.
La surveillance permanente exercée sur les chantiers de constructions le place aux prémices de l'archéologie de sauvetage et assure une récolte de données essentielles pour comprendre le passé de la ville d'Amiens. Sans son action, l'historien Albéric de Calonne n'aurait pu dresser en 1899 la première synthèse historique documentée sur Amiens durant l'Antiquité.

## Hommage et distinctions
- À Amiens :
  - une rue porte son nom[43].
  - À la Bibliothèque Louis Aragon, un auditorium porte le nom de Charles Pinsard[44].